# OpenH323
OpenH323 ist eine freie Umsetzung des IP-Telephonieprotokolles H.323. Die C++-Software steht unter der Mozilla Public License und wurde in einige quelloffene wie auch proprietäre Produkte verbaut.
Das Projekt wurde im Oktober 2007 in die Open Phone Abstraction Library (OPAL) und das Projekt H323Plus geforkt und wird seither nicht mehr weiterverfolgt. OPAL soll weitere VoIP-Protokolle wie SIP und IAX2 integrieren, H323Plus die Unterstützung für H.323 und bestehende OpenH323-Applikationen weiter ausbauen.

## Bestandteile

### Umsetzung von IP-Telephonie-Protokollen
- PWLib – eine plattformunabhängige C++-Klassen-Bibliothek. Programme, kompilieren sowohl für Microsoft Windows wie auch für Unix/Linux. Die Bibliothek enthält sowohl grundlegende Klassen (Zeichenketten, Arrays, Listen) als auch höhere Funktionalitäten (Netzwerkbetrieb, Multithreading).
- OpenH323 – eine Bibliothek zur Entwicklung von H.323-Anwendungen. Sie nutzt PWLib um plattformunabhängig zu sein. Sie hat ihren eigenen ASN.1-Parser, der die Klassen zum Verpacken und Auslesen der in H.323 verwendeten Protokollnachrichten erzeugt.

### Beispiele für die Umsetzung eines Netzwerktelefons
- OhPhone: Kommandozeilen-Telefon
- OpenPhone: grafische Oberfläche zu OpenH323

### H.323-Umfeld
- OpenMCU: Konferenzserver
- OpenAM: Anrufbeantworter (engl. Answering machine, AM)
- OpenIVR: Interaktiver Sprachserver (engl. Interactive Voice Response, IVR)
- OpenGK: H.323-Informationsregulator (engl. Gatekeeper, GK)
- PSTNGw: Dient als Netzübergang zwischen H.323 und herkömmlichem Telefonnetz
- CallGen323: H.323-Ruferzeuger